# 陳以真
陳以真（1977年1月25日—），臺灣政治人物、新聞記者、大學教師。

## 生平

### 早年
畢業於臺北市立中山女中及國立成功大學，獲得中文系文學士，並曾獲成大鳳凰文學獎。畢業後回到台北任職，曾經擔任過年代新聞主播、記者及節目主持人，與NEWS98新聞編播、記者，以及自由時報影評撰稿等。

### 媒體工作
| 任職年份 | 節目           | 頻道       | 職位   |
| -------- | -------------- | ---------- | ------ |
| 2004年   | 《年代新聞》   | 年代新聞台 | 主播   |
| 2006年   | 《創新秘笈》   | 年代MUCH台 | 主持人 |
| 2009年   | 《年代新視界》 | 年代新聞台 | 主播   |
| 2010年   | 《年代晚報》   | 年代新聞台 | 主播   |

### 政治生涯
2011年接受中國國民黨徵召參選嘉義縣第二選舉區立法委員選舉，最後以16,351票（10%）差距落選。
2012年2月接任行政院青年輔導委員會主任委員，為史上第三年輕的青輔會主委（僅次於王昱婷、鄭麗君）。2013年1月1日，因應行政院功能業務與組織調整，青輔會降編為「教育部青年發展署」，卸任青輔會主委。
陳於2014年1月將戶籍遷至嘉義市，有意投入市長選舉，黨內人士質疑其資格不符合。同年2月5日，陳宣布投入黨內初選，爭取出線。3月6日，黨內初選民調結果揭曉，陳獲得中國國民黨提名參與2014年11月29日的嘉義市市長選舉。在年底的選舉中，陳負於民主進步黨籍候選人涂醒哲。有評論指出，對手陣營在選舉末期強調的「投給陳以真就是支持馬英九」影響最終結果。

### 回歸教職
2014年8月1日，嘉義縣私立稻江科技暨管理學院通識中心、時尚設計學系及傳播藝術學系，聘任陳以真為專任專業級技術助理教授。12月，陳以真在嘉義市長選舉失利後回任該校教職。

## 個人生活

### 家庭
陳以真的父親是耐斯集團副總經理、前副總裁陳鏡堯。2006年，與楊偉中結婚，兩人育有一女（2007年生）。
2018年8月30日，陳以真與老公楊偉中、女兒在紐西蘭庫克群島艾圖塔基島旅遊時，當地時間下午5點楊偉中和女兒分乘不同小舟泛舟，下午6、7點女兒於潟湖深水區翻覆落水，楊偉中立刻下水救人，當地民眾發現後也加入，女兒被救起，楊偉中則因強勁水流捲入不慎溺斃，享年47歲。9月9日，陪伴楊偉中的遺體回到台灣，追思會於22日在基督教浸信會台北懷恩堂舉辦。

## 選舉紀錄
| 年度 | 選舉屆數             | 選舉區           | 所屬政黨   | 得票數 | 得票率 | 當選標記 | 備註 |
| ---- | -------------------- | ---------------- | ---------- | ------ | ------ | -------- | ---- |
| 2012 | 第八屆立法委員選舉   | 嘉義縣第二選舉區 | 中國國民黨 | 70,477 | 44.80% |          |      |
| 2014 | 第九屆嘉義市市長選舉 | 嘉義市           | 中國國民黨 | 66,108 | 45.50% |          |      |

## 外部連結
- 陳以真的Facebook專頁
- 以真小客廳yam天空部落 （页面存档备份，存于）
- 陳以真官方網站 （页面存档备份，存于）

| 中華民國政府職務 | 中華民國政府職務                                                 | 中華民國政府職務 |
| ---------------- | ---------------------------------------------------------------- | ---------------- |
| 行政院           |                                                                  |                  |
| 前任： 李允傑    | 行政院青年輔導委員會主任委員 第十八任 2012年2月6日－2013年1月1日 | 末任，青輔會改制 |